# Anzio Annie
El Krupp K5 va ser un canó ferroviari utilitzat per l'Alemanya nazi en la Segona Guerra Mundial.
Totes les sèries Krupp K5 consistien en un canó d'uns 21.5 metres muntat en una muntadura fixa. Aquesta muntadura estava muntada en un parell de 12 rodes dissenyades per ser operades en trens militars i comercials alemanys. El principal canó del K5 és del calibre 283 mm.

## Història
EL K5 va ser el resultat d'un programa creat en la dècada de 1930 per desenvolupar canons ferroviaris per donar suport a la Wehrmacht en el 1939. El desenvolupament del K5 va començar el 1934 amb la primera prova fins al 1936. En les proves inicials es feia servir un canó de 150 mm anomenat K5M.

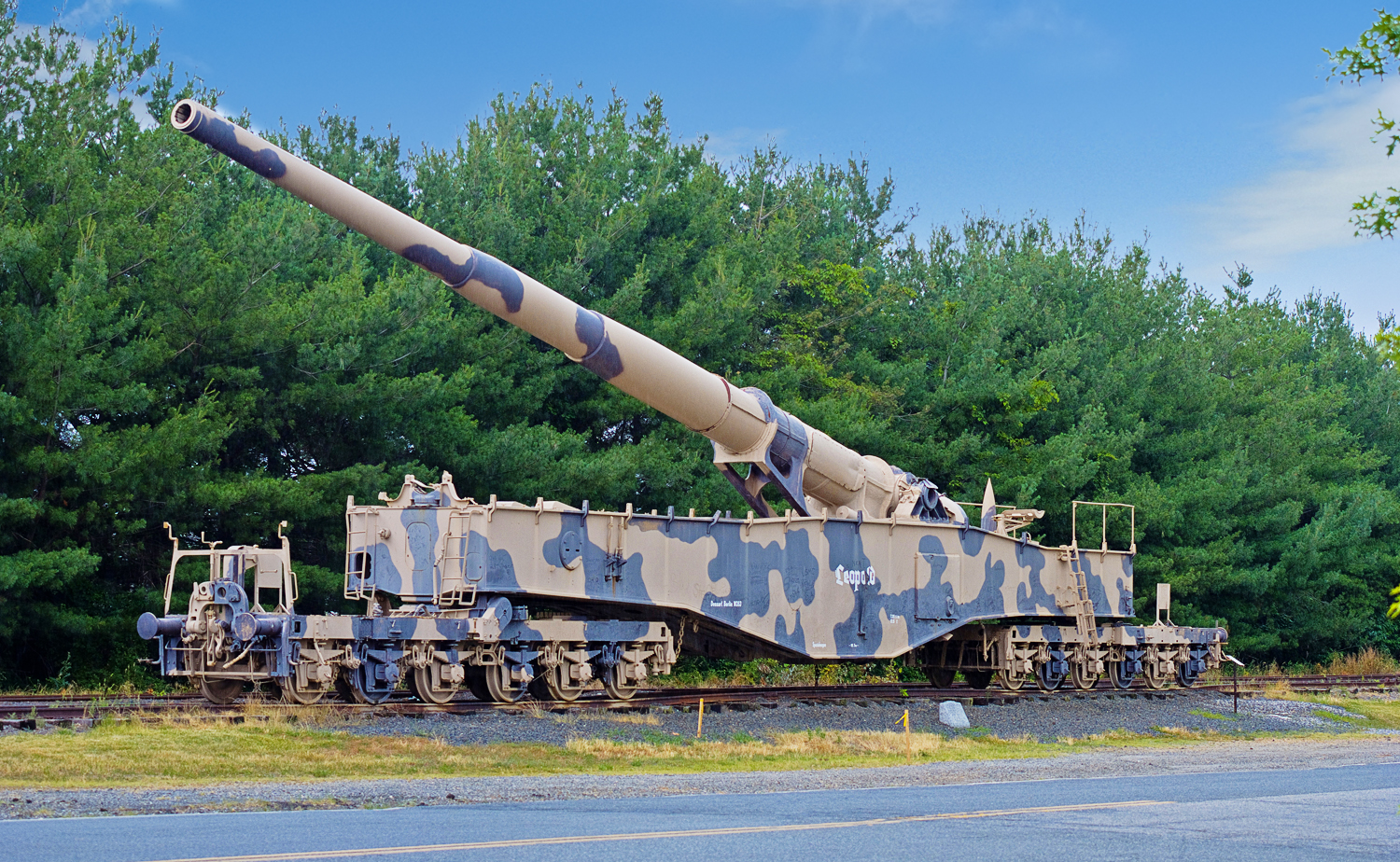
Canó ferroviari nazi K-5 "Leopold" ("Anzio Annie")

La producció portà a 8 canons en servei durant la invasió de França, però van haver problemes amb aquest canó. Els canons van ser segurs fins al final de la guerra, sota la designació K5 Tiefzug 7 mm.
Tres d'ells s'instal·laren a prop de la costa anglesa per atacar al transport marítim al Canal de la Mànega, i el canó demostrà ser reeixit en aquesta missió.
Fins al final de la guerra, el desenvolupament va permetre que el K5 el foc de projectils amb l'ajut de coets per augmentar la gamma. L'èxit d'aquesta aplicació va ser l'elecció del K5Vz.
Un últim experiment portava dos canons de 310 mm per permetre el tir del Peenemünder Pfeilgeschosse. Les dues armes van ser modificades amb el nom de K5 Glatt.
Altres propostes se'n feren per modificar o crear nous models del K5 que mai es va veure en producció. En particular, va haver-hi una sèrie de plans per fer que el canó estigués a sobre del xassís del tanc Tiger. Aquest projecte va està terminat finalment en la capitulació d'Alemanya.

## Anzio Annie

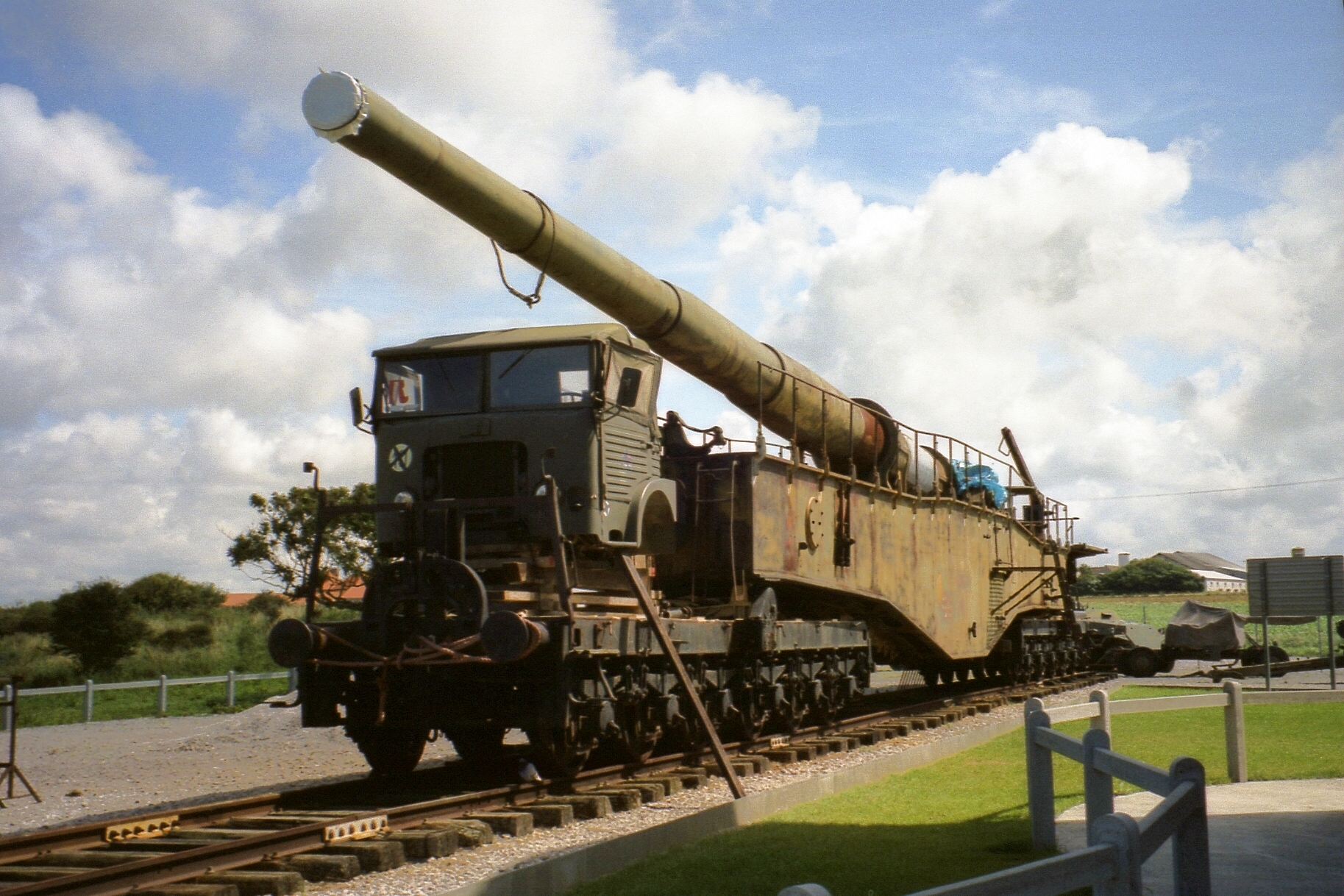
Canó ferroviari nazi K-5 "Leopold" ("Anzio Annie")

El canó Alemany K-5 "Leopold" (àlies "Anzio Annie") "Anzio Annie" i "Anzio Express" van ser els noms utilitzats pels aliats perquè un K5 (E) va bombardejar-los en la platja d'Anzio durant la Segona Guerra Mundial. Els alemanys l'anomenaven "Robert" i "Leopold".
Els canons van ser descoberts en la ciutat de Civitavecchia, el 7 de juny de 1944, poc després de l'ocupació de Roma per part dels aliats. Robert havia estat parcialment destruït i Leopold també estava malament, però no tant.